# وینیارد لیک (میشیگان)
وینیارد لیک (به انگلیسی: Vineyard Lake) یک منطقهٔ مسکونی در ایالات متحده آمریکا است که در میشیگان واقع شده‌است. وینیارد لیک ۹۸۰ نفر جمعیت دارد و ۲۹۴٫۱۴ متر بالاتر از سطح دریا واقع شده‌است.